# Догвейлинг
Догвейлинг (валл. Dogfeiling) — суб-королевство, зависимое от королевства Гвинед. Образовалось в V веке, ликвидировано в VII веке.

## История
Догвейлинг был назван так из-за имени его первого правителя Догвайла. Граница между Гвинедом и Догвейлингом проходила в районе Рутина. Догвейлинг был самым восточным королевством на территории Гвинеда. К западу располагались владения Ривониога. Сын Киндруина, правителя Догвейлинга, некий Морвайл, был правителем города Каэр-Луиткойт в восточной части Пенгверна. Есть не состыковка вообще связывать Гластеннинг с Гластонбери (то есть на границе с Думнонией). Альтернативное предположение состоит в том, что текст, который связывает Гластеннинг с Луиткойтом, повреждён, маскируя его истинную природу. Каэр-Луиткойт — это место, которое, безусловно, было связано с королями Догвейлинга, поэтому эту версию нельзя сбрасывать со счетов.
Валлийская поэма IX-го века «Марунад Киндилан» и немного более поздняя «Плач Хелед» дают нам интересное представление о предках Киндилана, правителя Пенгверна. Автор оплакивает убийство Киндилана, которого он описывает, как соперника Каделлингов. Каделлинги происходят от Каделла Дирлунга, правителя Поуиса. Очевидно, что род Киндилана был конкурирующим для них. Киндилан, по-видимому, описывается как король Догвейлинга, суб-королевства Гвинеда. Он расположен на северной границе Поуиса, в двух шагах от королевства Пенгверн. Эти двое, вероятно, примыкали друг к другу в тот период, когда Поуис ещё не аннексировал территорию вокруг Рексема. Принадлежность Киндилана к этой династии далее указывается ссылками в стихотворении на подданных, которых автор стихотворения, приветствует, через пролив Менай в кантреве Гвинеда — Кемаис и его столице, Аберфрау. Морвайла хвалят в «Марунад Киндилан» за его нападение на Каер-Луиткойт, а в «Плач Хелед» упоминается интересная фигура по имени Элуан Поуис.
Эпитет Элуана, Поуис, указывает на то, что он был тесно связан с этим государством и, должно быть, был его правителем; но неужто в это время там не правили Каделлинги? Скорее всего, нет, поскольку Селив Боевой Змей погиб в битве при Каэр-Легионе в 613 году, оставив маленького сына в качестве своего наследника. Казалось бы, неудивительно, что ребёнок не смог удержать свое королевство перед лицом атак со стороны соперников из Догвейлинга. Киндилан, вероятно, помог своему брату Элуану узурпировать трон Поуиса. Ни Киндилан, ни его отец, Киндруин, не фигурируют в традиционной родословной правителей Догвейлинга, однако Элуан возможно, под именем Элуда ап Гласа. Но если Элуан был сыном Киндруина, то кто такой Глас? Ответ может заключаться в старинной родословной правителей Гластенинга. В нём говорится, что самыми ранними королями этого суб-королевства были Морвайл и его отец Гласт, который был «одним из тех, кто пришел в Гластеннинг из места под названием Луит-Койт». Мы уже видели, что брат Киндилана, Морвайл, был из Каэр-Луиткойта. Следовательно, может показаться, что отцом Киндилана, Элуана и Морвайла был Киндруин, чьим псевдонимом или прозвищем был Глас. Он был правителем Догвейлинга, который со своими сыновьями расширил свое государство, включив большую часть Средней Британии. Его сын Элуан даже захватил могущественное Королевство Поуис. Однако их господство было недолгим. Когда Освиу из Нортумбрии вторгся и почти уничтожил семью Киндруина, Каделлинги восстановили свою власть в Поуисе, и только Морвайлу удалось выжить и бежать в безопасное место.

## Короли Догфелинга
- Догфаэл (445—ок.480)
- Элнау ап Догфаэл (ок.480-ок.500)
- Глас ап Элнау, основатель Гластенинга
- Элуд ап Глас, или же Элгуд Глас ап Илон[6]
- Элает ап Элуд
- Меуриг ап Элает, или же Кинуриг(Коурид) ап Элает[7]
- боковая ветвь:
- Гласт
- Морвайл ап Гласт[5]
- Мориен ап Морвайл[8]
- Ботан ап Мориен[9]
- Морган ап Ботан[10]
- Морхен ап Морган[11]
- Морфинит ап Морхен[5]
- Меруит ап Морфинит[12]
- Кадфор ап Меруит[13]
- Кадур ап Кадфор[14]
- Мориен ап Кадур[8]
- Иднерт(Эднивед) ап Мориен